# Corchorus
Corchorus är inom botaniken ett växtsläkte av familjen malvaväxter (Malvaceae). Tidigare hörde släktet till familjen lindväxter (Tiliaceae).
Arterna förekommer i varmare länder över hela jorden. De är örter eller halvbuskar med små, gula blommor. Bastet av Corchorus capsularis, inhemsk i Indien, men odlad överallt i tropikerna, lämnar ett spinnämne av stor vikt, kallat jute. Corchorus olitorius, som även är inhemsk i Indien, odlas för samma ändamål samt för de unga skottens och bladens skull, vilka utgör omtyckta grönsaker. 